# Боденчук Богдан Іванович
Богдан Іванович Боденчук (нар. 1 квітня 1990, смт Ямпіль, Україна) — український письменник, журналіст, телеведучий, педагог, блогер. Учасник літературної студії «87» імені Юрія Завадського, організатор культурних подій.

## Життєпис
Богдан Боденчук народився 1 квітня 1990 року у смт Ямпіль Білогірського району Хмельницької області України.
У дитинстві мріяв стати художником.
Закінчив магістратуру Тернопільського національного педагогічного університету (2012, спеціальність — мова і література). Працював вчителем зарубіжної літератури і образотворчого мистецтва у Ямпільській загальноосвітній школі (2010—2017); 
Від 2017 року — журналіст та ведучий на телеканалі ТТБ (нині «UA: Тернопіль»).
Від 2019 року — волонтер і заступник директора благодійного фонду «Пам'ять і любов».

### Громадська діяльність
Учасник Євромайдану та Форуму видавців (2015, м. Львів).
Був учасником гурту «ALLSTARS».

## Творчість
Пише картини, але лише для себе.
Автор збірок: «Море» та «Постріл».

## Відзнаки
- переможець «П’ятого західноукраїнського поетичного батлу 2013»[1][3],
- «Найкращий поет Західної України» п'ятого західноукраїнського поетичного батлу (2013)[6],
- переможець 2-го Міжнародного конкурсу «Стоп цензурі! Громадяни за вільні країни» (2014)[4][3],
- фіналіст поетичного конкурсу «Dictum»[3],
- лауреат Фонду Лесі і Петра Ковалевих-2016[3],
- друге місце поетичного конкурсу «Любов врятує Україну» (TV-4)[7].